# 天子庙古墓群
天子庙古墓群，或称呈贡天子庙古墓群，位于中华人民共和国云南省昆明市呈贡区斗南街道小古城社区境内，南距石寨山约35公里。

## 特点
1975年发掘，墓地常遭到严重的破坏。为此1975年、1979年、1992年进行了三次抢救性发掘。第一次发掘清理了9座墓葬，第二次为44座，第三次为23座。所发现墓葬均为竖穴土坑墓，其方向大都朝东北，与黄土山的走向大致相当。部分墓葬有棺、椁等葬具，但人骨保存不太完整，可能存在人殉。在类型中，一座是砖室墓，一座是大型竖穴土坑木椁墓，其余六十座皆为中小型竖穴土坑墓，时代上限为战国中期，下限为西汉晚期。只有砖室墓晚至东汉。文化内涵与石寨山一致，同属滇文化范畴。1982年，公布为昆明市重点文物保护单位。2019年2月21日，公布为第八批云南省文物保护单位。

## 出土
天子庙古墓群共出土能复原的青铜器393件、陶器71件以及少量玉器、玛瑙、绿松石珠等。
其中五牛盖提筒，有二件筒内盛海贝。其状如筒，口部稍大于底部，有两个对称耳，可结绳以提。盖面太阳纹，有一件立有瘤牛五个（有一个损坏），作子母口。器身有线刻几何纹晕带，有羽人竞渡，鹈鹕、牛等图像，器高30厘米至49.5厘米不等。中国社科院黄展岳考证，云南的三件皆出于呈贡天子庙，是世界上最早的铜提筒。提筒在历史上流行时间很短，很快就演变为束腰筒形贮贝器（而越南的铜提筒全部是东山文化）。
古墓出土巫师鼎一件。通高约35厘米，口径约50厘米，有三足、高22厘米，为鼎身的两倍。三条足上分别浮雕一位巫师立像。头冠满插大羽毛，作放射状，一手持杖、一手持短物，身着短裙。三个巫师头饰、裙饰相同，而手中持物稍有差异。此外，此地出土有大型木椁墓一座，一棺一椁（41号墓）。外椁长4米，宽2.8米，高1米。随墓品有三百一十多件，其中兵器就有一百五十六件。此外还有重器铜鼎一件、铜鼓一件、铜提（有二件内贮海贝1500枚），各种农具、生活器具、少量陶器、玉器，玛瑙饰品。推测墓主可能是奴隶贵族。

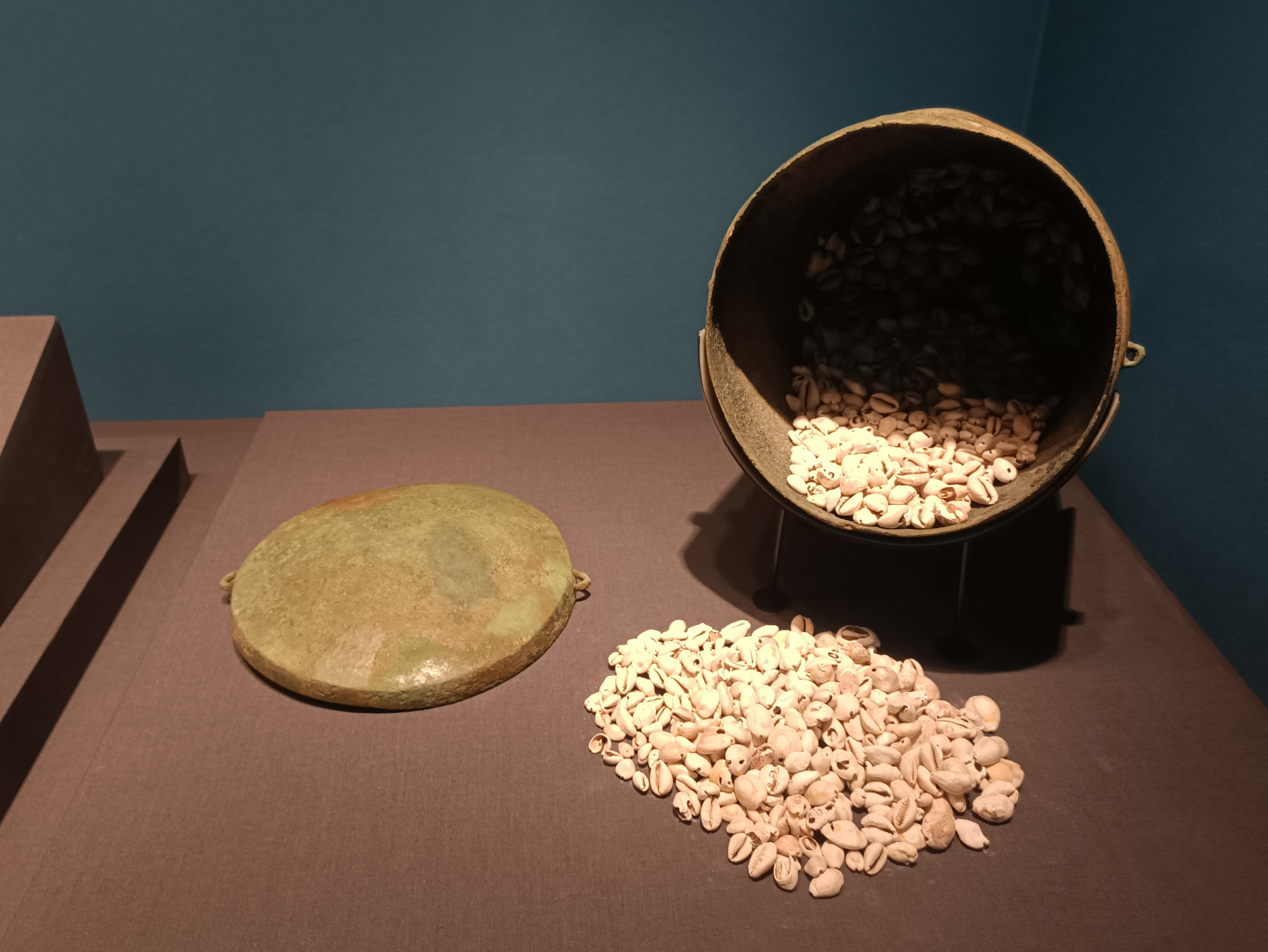
筩形带盖铜贮贝器，战国，昆明市博物馆藏